# Poecilosomella conspicua
Poecilosomella conspicua là một loài riêng biệt thuộc họ Sphaeroceridae. Nó chỉ được biết đến ở Crocker Range, Sabah ở phía bắc Borneo.
Đây là loài ruồi mạnh và lớn son với các loài cùng họ, thân dài 3 mm. Thân nhìn chung màu tối với các vòng khuyên mày vàng nổi bật ở chân.